# Franshirs
Franshirs (Digitaria ciliaris) är en gräsart som först beskrevs av Anders Jahan Retzius, och fick sitt nu gällande namn av Georg Ludwig Koeler. Franshirs ingår i släktet fingerhirser, och familjen gräs. Inga underarter finns listade i Catalogue of Life.

## Bildgalleri

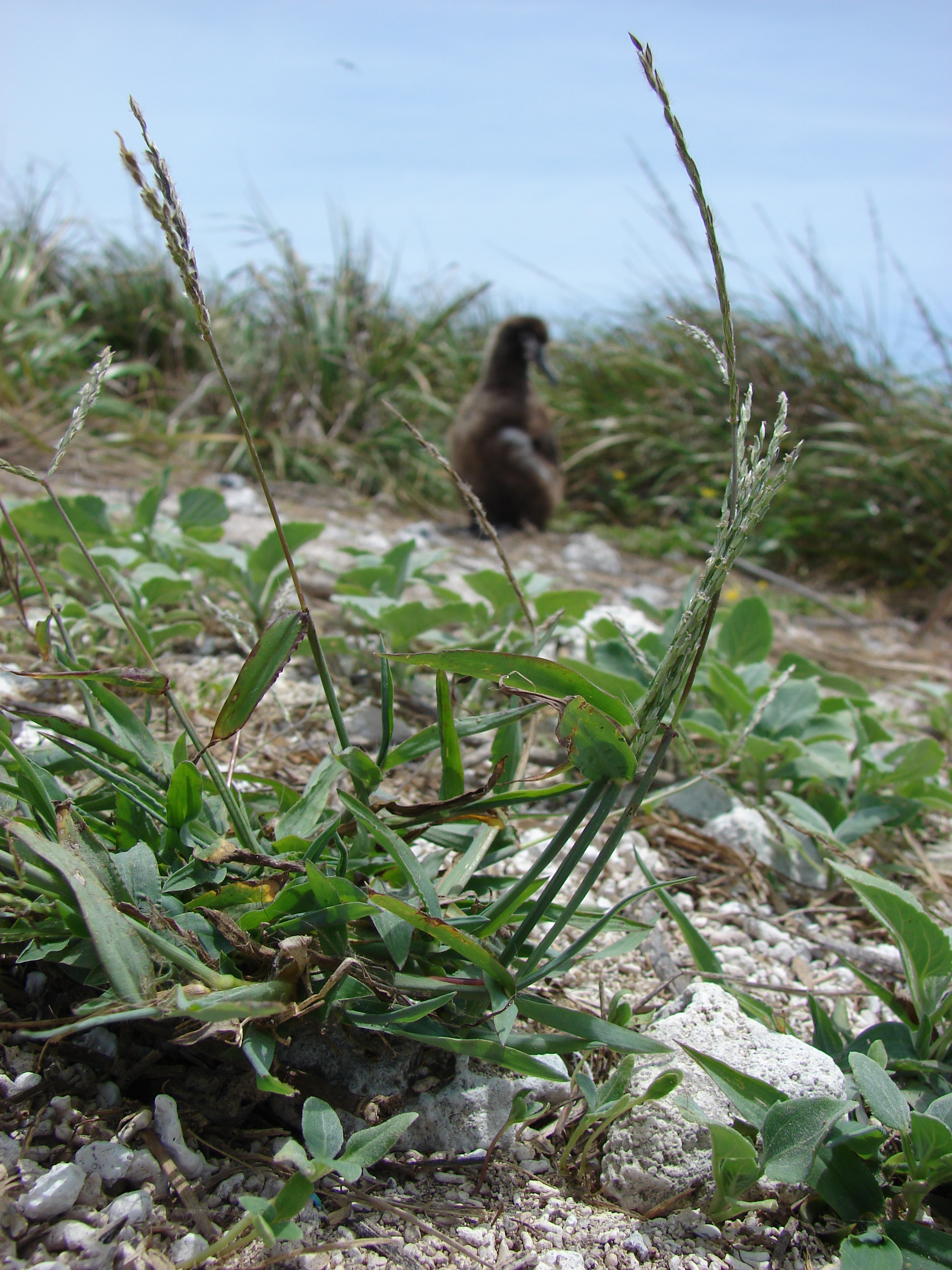
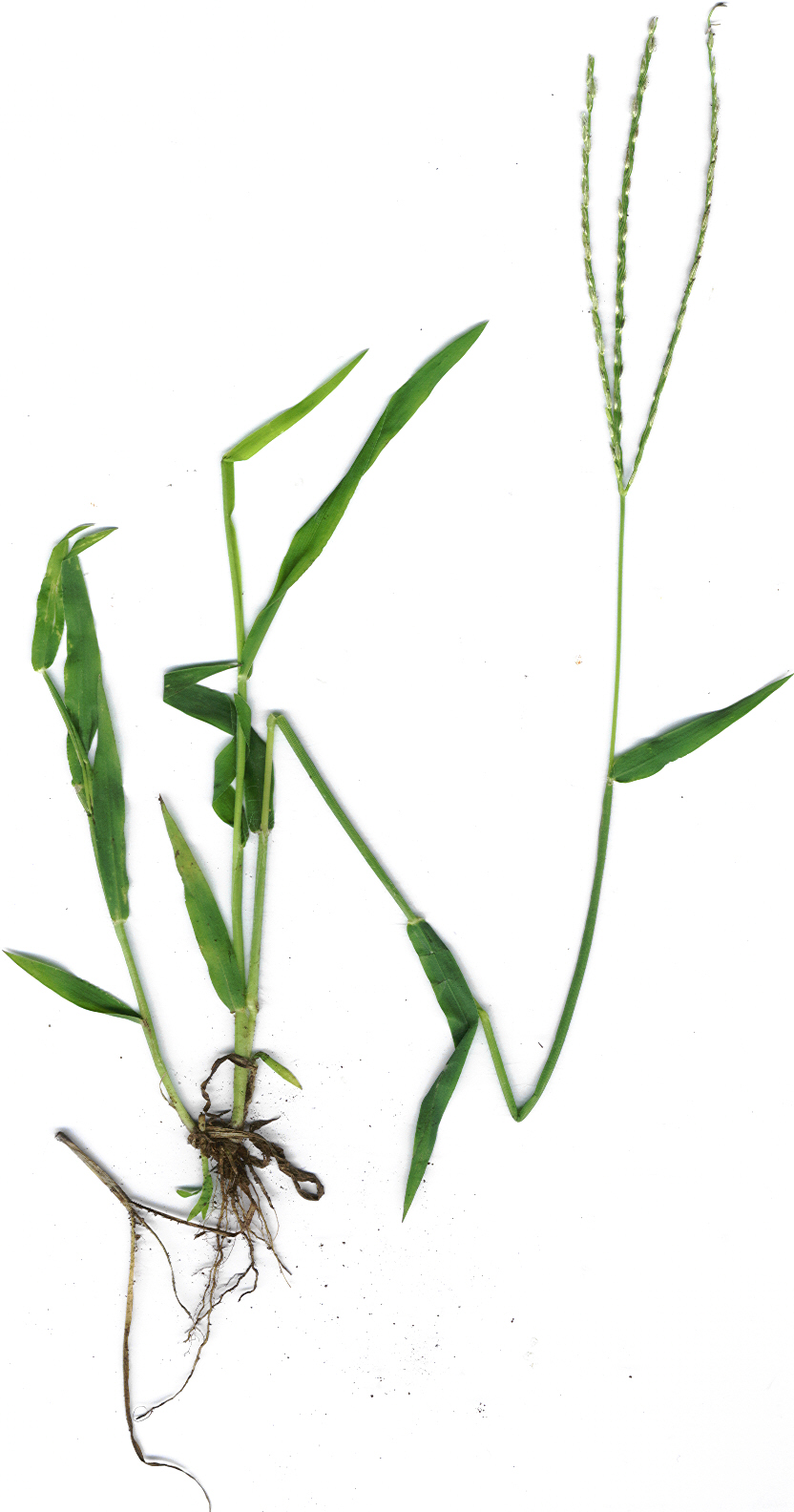
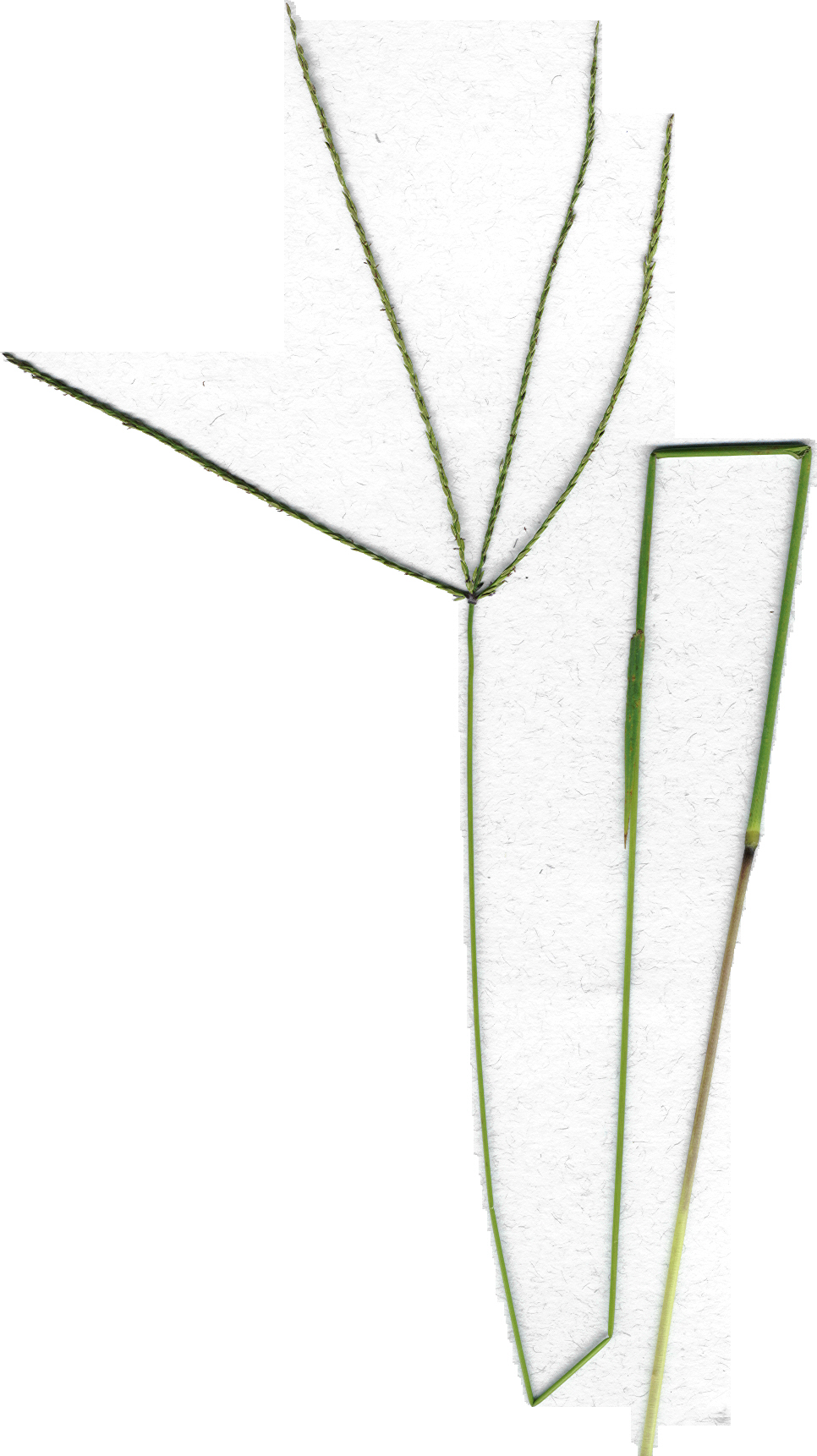
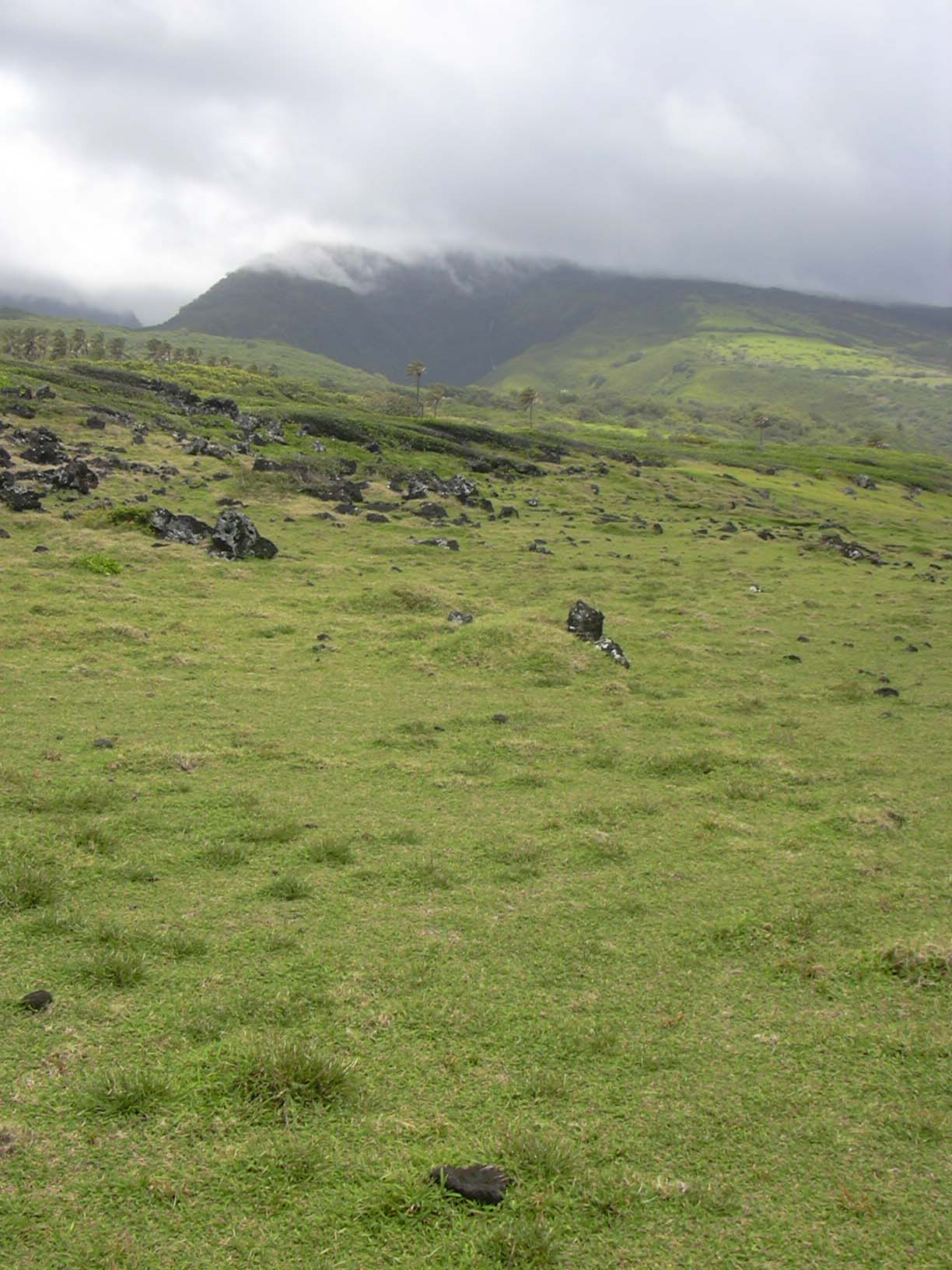
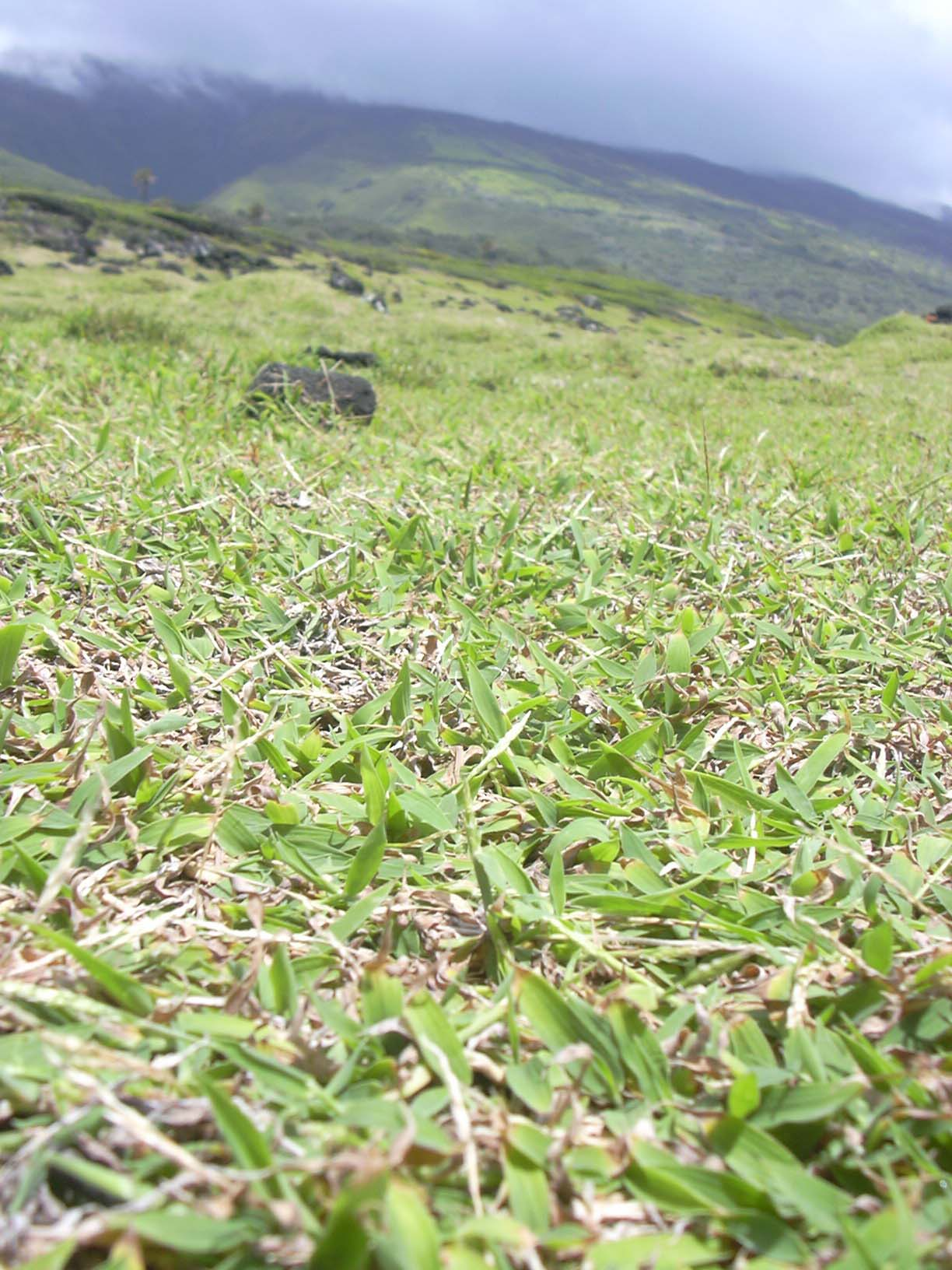